# Lloyd Zaragoza
Lloyd Zaragoza es un actor, cantante y modelo filipino.

## Filmografía
| Año       | Título                                                   | Personaje | Notas           |
| --------- | -------------------------------------------------------- | --------- | --------------- |
| 2008–2009 | I Love Betty La Fea                                      | Roman     | Supporting Role |
| 2009      | Precious Hearts Romances Presents: Somewhere In My Heart | Bogs      |                 |
| 2010      | Rosalka                                                  | Gaspar    | Supporting Role |
| 2010      | Yamaha Yey!                                              | himself   | host            |